# دياني باولوس
دياني باولوس (بالإنجليزية: Diane Paulus)‏ هي مخرجة أمريكية، ولدت في 1966 في نيويورك في الولايات المتحدة.

## وصلات خارجية
- دياني باولوس على موقع IMDb (الإنجليزية)
- دياني باولوس على موقع قاعدة بيانات برودواي على الإنترنت (الإنجليزية)